# 光永
光永（ひなた、1991年〈平成3年〉10月6日 - ）は、日本のお笑いタレント、女優。吉本興業所属。大阪NSC30期生。大阪府大阪市出身。父は「ケツカッチン」の高山トモヒロ。

## 略歴
当時お笑いコンビ・ベイブルースのメンバーとして活動していた父・高山トモヒロと元芸人の母との間に生まれる。三姉妹の次女。母が体操をやっていた影響から、3歳から中学3年生時まで器械体操をやっていたため、体操が得意。日本大学芸術学部演劇学科卒業。
幼い頃より、父と親子でテレビに出演していたことで、自分は後にお笑いの仕事をやるんだろうなと思うようになる。ただ、お笑い好きな一方で歌も踊りも好きなことから、何を軸にしてやって行こうか迷っていたところ、父から「お笑いも歌も踊りも出来る職業は、お笑いや！吉本に入りい！」と言われたことで、お笑い界入りと吉本入りを決める。
2010年12月10日の放送の『笑っていいとも!』に、Hey! Say! JUMPの山田涼介のそっくりさんとして出演し注目を集める。また、同年12月14日の『あらびき団』にも出演し、「芸人の娘あるある」ネタを披露した。
よしもとべっぴんランキングでは2015年に2位に選ばれた。。またガジェット通信では「かっこよすぎる女芸人」として紹介された。
2014年には父の高山トモヒロが原作と監督を務めた映画『ベイブルース 〜25歳と364日〜』に、高山と同期の芸人で元「トゥナイト」のなるみ役で出演した。
2016年4月『ものまねグランプリ』ものまねショートSHOW!のコーナーに山田涼介のものまねで出演。以来、フジテレビ『ものまね紅白歌合戦』にも度々出演。
2017年3月から4月にかけて『連続テレビ小説 べっぴんさん』に出演するなど、女優業でも活動。
2018年より、アイドルグループ吉本坂46のメンバーとしても活動。吉本坂46のユニット『RED』による楽曲「君の唇を離さない」のミュージック・ビデオでは、バク転など身体能力の高さを生かしたダンスを披露している。また、REDとして初の表題曲、3rdシングル「不能ではいられない」では、フロントメンバーとして抜擢される。この曲でも身体能力を活かし、メンバーの背中を飛び越える大ジャンプなどを披露している。
2021年より、毎月単独ライブ「Shachi! Shachi!」開始。
オシャレにも定評があり、365日コーディネートを変えるほどの服好き。自身のボーイッシュファッションブランド「so.C.hu」(2020年5月19日 - )の始動や、スニーカー好きの女性タレントを集う「スニ女子会」を立ち上げるなど、ファッション仕事にも精力的に取り組んでいる。

## 出演

### バラエティ
- おはスタ（2017年5月10日 - 9月27日、テレビ東京） - お笑い戦隊 ボケルメン・イエローとして水曜に準レギュラー出演
- イブ6プラス（2019年4月 - 、とちぎテレビ） - 水曜レギュラー
- ネギッシュ！（J-COMさいたま　レギュラー）
- 吉本坂46が売れるまでの全記録（2018年4月4日 - テレビ東京） レギュラー
- Cheeky's Cast 1（2022年3月23日 - 9月、BSよしもと）水曜アシスタント
- Cheeky's Evening（2022年10月 - 2023年6月、BSよしもと）水曜アシスタント

### テレビドラマ
- 連続テレビ小説 べっぴんさん（2017年3月27日 - 4月1日、NHK） - 春香 役[13]
- 連続ドラマW 煙霞〜Gold Rush〜（2015年７月18日 - 8月8日） - 美術部員・ひなた役
- よろず屋ジョニー （2015年11月20日 - 12月18日、テレビ東京） - 三井ちえ役

### 映画
- ベイブルース 〜25歳と364日〜（2014年10月31日公開、オフィスアッシュ・吉本興業） - なるみ 役
- ルーツ（2019年8月公開、沖縄国際映画祭） - 図書館職員役
- メン・イン・ブラック:インターナショナル（2019年6月14日公開） - MIB職員３役

### ラジオ
- ひなきょん☆わんぱくラジオ（2019年4月19日 - 、ShibuyaCross-FM）毎週金曜14:00〜レギュラー

### 単独ライブ
- 『どっかーん！！！』（2015年1月24日、ヨシモト∞ホール）
- 『どっきゅーん！！』（2016年11月27日、ヨシモト∞ホール）
- 『ORANGE JUICE』（2018年9月12日、神保町花月）
- 『アスパラパプリカズッキーニ』（2019年6月2日、ヨシモト∞ホール）

毎月単独『Shachi!Shachi!』（2021年1月～ ヨシモト∞ドーム１）

## 作品

### シングル
吉本坂46
- 君の唇を離さない（2018年12月26日、SRCL-11038） - EAN 4547366384772（「RED」名義）
- やる気のない愛をThank you!（2019年5月8日、SRCL-11150/1） - EAN 4547366402902（「RED」名義）
- 不能ではいられない（2019年12月25日、SRCL-11365/7）
- めっけもん（2019年12月25日、SRCL-11365）